# Bengt Ingemar Samuelsson
Bengt Ingemar Samuelsson (Halmstad, 21 mei 1934 – Mölle, 5 juli 2024) was een Zweedse biochemicus, die in 1982 samen met Sune Karl Bergström en John Robert Vane de Nobelprijs voor de Fysiologie of Geneeskunde ontving voor werk aan prostaglandinen.

## Biografie
De Zweedse biochemicus Samuelsson werd geboren in Halmstad als zoon van Anders en Kristina Samuelsson. Hij studeerde aan de Universiteit van Lund en het Karolinska-instituut in Stockholm, waar hij naast geneeskunde ook biochemie studeerde. In 1960 behaalde hij er zijn dissertatie en kreeg vervolgens er een aanstelling als docent medische biochemie. Ook verbleef hij een jaar aan Harvard. In 1967 werd hij benoemd tot hoogleraar bij het Dierkundig College van de Universiteit van Stockholm voordat hij in 1973 hoogleraar werd aan het Karolinska-instituut. Van 1978 tot 1983 was daarnaast ook decaan aan de medische faculteit en aansluitend tot 1995 rector aan het Karolinska.
Samuelsson overleed op 5 juli 2024 aan een hartkwaal . Hij werd 90 jaar oud.

## Werk
Aanvankelijk hield Samuelsson zich bezig met de stofwisseling van cholesterine voordat hij door Sune Karl Bergström, die zijn mentor zou worden, werd overgehaald om hem te helpen bij diens onderzoek naar prostaglandinen. Prostaglandinen zijn hormoonachtige stoffen die in groten getale en op veel plaatsen in het lichaam voorkomen en betrokken zijn in het reguleren van vele fysiologische processen. Samuelsson was de eerste die de moleculaire structuur van deze stoffen beschreef. Later deed hij ook onderzoek naar de stofwisseling van arachidonzuur en de daarmee verbonden stoffen als tromboxaan, leukotrieen (die hij in 1979 voor het eerst beschreef) en endoperoxide met toepassingen op het gebied van trombose, allergieën en ontstekingen.
1901: Behring · 
1902: Ross · 
1903: Finsen · 
1904: Pavlov · 
1905: Koch · 
1906: Golgi, Ramón y Cajal · 
1907: Laveran · 
1908: Mechnikov, Ehrlich · 
1909: Kocher · 
1910: Kossel · 
1911: Gullstrand · 
1912: Carrel · 
1913: Richet ·
1914: Bárány · 
1919: Bordet · 
1920: Krogh · 
1922: Hill, Meyerhof · 
1923: Banting, Macleod · 
1924: Einthoven ·
1926: Fibiger · 
1927: Wagner-Jauregg · 
1928: Nicolle · 
1929: Eijkman, Hopkins · 
1930: Landsteiner · 
1931: Warburg · 
1932: Sherrington, Adrian · 
1933: Morgan · 
1934: Whipple, Minot, Murphy · 
1935: Spemann · 
1936: Dale, Loewi · 
1937: Szent-Györgyi · 
1938: Heymans · 
1939: Domagk · 
1943: Dam, Doisy · 
1944: Erlanger, Gasser · 
1945: Fleming, Chain, Florey · 
1946: Muller · 
1947: C. Cori, G. Cori, Houssay · 
1948: Müller · 
1949: Hess, Moniz · 
1950: Kendall, Reichstein, Hench · 
1951: Theiler · 
1952: Waksman · 
1953: Krebs,Lipmann ·
1954: Enders, Weller, Robbins · 
1955: Theorell · 
1956: Cournand, Forssmann, Richards · 
1957: Bovet · 
1958: Beadle, Tatum, Lederberg · 
1959: Ochoa, Kornberg · 
1960: Burnet, Medawar · 
1961: Békésy · 
1962: Crick, Watson, Wilkins · 
1963: Eccles, Hodgkin, Huxley · 
1964: Bloch, Lynen · 
1965: Jacob, Lwoff, Monod · 
1966: Rous, Huggins · 
1967: Granit, Hartline, Wald · 
1968: Holley, Khorana, Nirenberg · 
1969: Delbrück, Hershey, Luria · 
1970: Katz, Euler, Axelrod · 
1971: Sutherland · 
1972: Edelman, Porter · 
1973: Frisch, Lorenz, Tinbergen · 
1974: Claude, De Duve, Palade · 
1975: Baltimore, Dulbecco, Temin ·
1976: Blumberg, Gajdusek · 
1977: Guillemin, Schally, Yalow · 
1978: Arber, Nathans, Smith · 
1979: Cormack, Hounsfield · 
1980: Benacerraf, Dausset, Snell · 
1981: Sperry, Hubel, Wiesel · 
1982: Bergström, Samuelsson, Vane · 
1983: McClintock · 
1984: Jerne, Köhler, Milstein · 
1985: Brown, Goldstein · 
1986: Cohen, Levi-Montalcini · 
1987: Tonegawa · 
1988: Black, Elion, Hitchings · 
1989: Bishop, Varmus · 
1990: Murray, Thomas · 
1991: Neher, Sakmann · 
1992: Fischer, Krebs · 
1993: Roberts, Sharp · 
1994: Gilman, Rodbell · 
1995: Lewis, Nüsslein-Volhard, Wieschaus · 
1996: Doherty, Zinkernagel · 
1997: Prusiner · 
1998: Furchgott, Ignarro, Murad · 
1999: Blobel · 
2000: Carlsson, Greengard, Kandel ·
2001: Hartwell, Hunt, Nurse · 
2002: Brenner, Horvitz, Sulston · 
2003: Lauterbur, Mansfield · 
2004: Axel, Buck · 
2005: Marshall, Warren ·
2006: Fire, Mello ·
2007: Capecchi, Smithies, Evans ·
2008: Zur Hausen, Barré–Sinoussi, Montagnier ·
2009: Blackburn, Greider, Szostak ·
2010: Edwards ·
2011: Beutler, Hoffmann, Steinman ·
2012: Gurdon, Yamanaka ·
2013: Rothman, Schekman, Südhof ·
2014: O'Keefe, Moser, Moser ·
2015: Campbell, Omura, Tu ·
2016: Osumi ·
2017: Hall, Rosbash, Young ·
2018: Allison, Honjo ·
2019: Kaelin, Ratcliffe, Semenza ·
2020: Alter, Houghton, Rice ·
2021: Julius, Patapoutian ·
2022: Pääbo ·
2023: Karikó, Weissman ·
2024: Ambros, Ruvkun